# 22-я отдельная гвардейская бригада специального назначения
22-я отдельная гвардейская ордена Жукова бригада специального назначения — военное формирование Вооружённых сил СССР и Вооружённых сил Российской Федерации.

## История бригады в советский период

### Формирование бригады
В 1969 году, в связи с советско-китайским расколом, потребовалась реорганизация в военных округах, которые имели выход к государственной границе с КНР и МНР, с целью усиления группировки войск и оптимизации оперативного управления войсками. Одним из результатов реорганизации явилось разделение Туркестанского военного округа на Туркестанский и Среднеазиатский. В первую очередь это было сделано в целях оптимизации управления увеличившимся контингентом войск.
Для вновь созданного Среднеазиатского военного округа требовалось создание новых военных формирований боевого и тылового обеспечения окружного подчинения.
Для формирования фронтового комплекта разведки САВО директивой Генерального штаба ВС СССР от 10 марта 1976 года № 314/5/00359 было приказано сформировать до 1 августа 1976 года 22-ю отдельную бригаду специального назначения.
Местом формирования и последующей дислокации стал город Капчагай Казахской ССР, военный городок 1164-го зенитного артиллерийского (позднее — ракетного) полка 68-й мотострелковой дивизии, который оставил городок для 22-й бригады и был передислоцирован в Сарыозек.
Для формирования 22-й отдельной бригады специального назначения из состава 15-й отдельной бригады специального назначения, дислоцированной в г. Чирчик Узбекской ССР, был переведён один батальон специального назначения и подразделение спецрадиосвязи.
К 24 июля 1976 года в городе Капчагай Казахской ССР была сформирована 22-я отдельная бригада специального назначения трёхбатальонного состава или войсковая часть 42610. Об этом доложили командующему войсками САВО и в ГРУ.

### Формирование 177-го отдельного отряда специального назначения
В связи с ухудшением советско-китайских отношений, одной из основных задач бригады в конце 1970—1980-х годов являлась разведывательно-диверсионная деятельность на территории Синьцзян-Уйгурского Автономного Района КНР.
По итогам Китайско-вьетнамской войны в феврале — марте 1979 года, в январе 1980 года на базе 22-й бригады создаётся 177-й отдельный отряд специального назначения. Для этой задачи из военно-строительных частей Московского военного округа отбираются 300 солдат уйгурской национальности (коренной для СУАР КНР). На офицерские должности в 177-й отряд отбираются тюркоязычные выпускники общевойсковых училищ, в основном Алма-Атинского общевойскового командного училища имени Конева (до 70 %) по национальному признаку — казахи, киргизы, узбеки, туркмены.
Для офицеров отряда был введён ускоренный курс обучения китайскому языку.

…Где-то в сентябре восемьдесят первого объявили, что осеннюю проверку будем сдавать московской комиссии, и что помимо предметов боевой подготовки будут проверять и знание китайского языка. С разведуправления округа прибыл инструктор китайского языка и мы взялись быстренько его, то есть китайский, изучать. Тема — допрос военнопленного. Записывали китайские слова русскими буквами и заучивали наизусть. Так что, выучить китайский за месяц, это не байка, по крайней мере для нас военных, мы могём. Но длилось это совсем не долго, недели через две изучение языка отменили…— «Отряд Кара-майора». Жантасов Амангельды. Воспоминания офицера 177-го отряда
Командиром отряда был назначен капитан Керимбаев Борис Тукенович, выпускник Ташкентского общевойскового училища, отслуживший на командных должностях в разведывательных подразделениях мотострелковых войск.
В связи с подбором личного состава по национальному признаку, 177-й отряд на тот момент в среде военных будут именовать 2-м Мусульманским батальоном, по ассоциации с 154-м отрядом (1-го формирования), участвовавшим в Штурме дворца Амина, личный состав которого был набран из узбеков, таджиков и туркмен, и который неофициально назвали Мусульманский батальон.
Как и 154-й отряд (1-го формирования), 177-й отряд будет представлять собой сводный батальон шестиротного состава. В истории спецподразделений ВС СССР оба отряда будут первыми формированиями по уникальности своего состава.
Сводность батальонов заключалась в том, что в обычный штат отдельного батальона специального назначения, состоявшего из трёх разведывательных рот, дополнительно включались (сводились) ещё три роты — гранатомётная, инженерно-огнемётная (инженерно-миномётная) и транспортная рота. Также кроме указанных рот в штат батальона добавлялись отдельные взводы/группы — зенитно-артиллерийская группа, ремонтный взвод, группа охранения штаба и медицинский взвод. Подобных собственных подразделений по функциональным задачам, оснащению и вооружению в штате бригад специального назначения не имелось, поэтому набор военнослужащих и комплектация боевой техникой в дополнительные подразделения производились из других воинских частей, принадлежавших различным родам войск. Целью подобного изменения организационно-штатной структуры батальона являлось повышение огневой мощи подразделений и повышение автономности батальона при ведении боевых действий.
К концу января 1980 года комплектование 177-го отряда закончилось и началась боевая подготовка по учебной программе спецподразделений. В апреле 1980 года комиссия Главного разведывательного управления провела первую инспекцию 177-го отряда.
В мае 1980 года была проведена комплексная проверка в ходе марш-броска на окружной полигон сухопутных войск САВО в посёлке Отар Жамбылской области КазССР, с проведением отрядного учения (батальонного тактического учения/БТУ).
К весне 1981 года подошло время увольнения в запас военнослужащих срочной службы. Возникла необходимость в новом наборе. В основном ушли воины уйгурской национальности. При новом комплектовании 177-го отряда требования по уйгурской национальности в связи с изменившейся международной обстановкой отпали. Приоритет в наборе был сделан по национальностям Средней Азии (казахи, узбеки, таджики, киргизы). Этим выбором ГРУ ГШ изменило 177-му отряду предполагаемую боевую задачу. Укомплектовав часть, вновь приступили к боевому слаживанию. 177-й отряд готовили к отправке в Афганистан.
В сентябре 1981 года 177-й отряд сдал проверку по боевой и политической подготовке комиссии ГРУ.

### Участие в Афганской войне 177-го отряда
29 октября 1981 года 177-й отряд (в/ч 43151), созданный на базе 22-й бригады, был введён в Афганистан и передислоцирован в окрестности г. Меймене провинции Фарьяб. С этого момента формально 22-я бригада начала своё участие в Афганской войне.
Боевая деятельность 177-го отряда сводилась к разведывательным поискам, засадным операциям и участию в открытых боестолкновениях в районе расположения. В январе 1982 года отряд участвовал в войсковой операции под населённым пунктом Дарзоб, затем четыре месяца стоял в нём гарнизоном, проводя разведывательно-поисковые рейды.
В мае 1982 года отряд вернулся в Меймене.
В конце мая 1982 года 177-й отряд передал контролируемую им зону ответственности в Меймене мотоманевренной группе (ММГ) 47-го Керкинского пограничного отряда Краснознамённого Среднеазиатского Пограничного Округа и ушёл в только что освобождённое советскими войсками Панджшерское ущелье. Здесь отряд выполнял отчасти военно-политическую задачу: нужно было опровергнуть обещание главы оппозиционных формирований Ахмад Шах Масуда, что через месяц ни одного советского солдата не будет в ущелье. Отряд продержался восемь месяцев, и понёс за это время в войсковых и специальных операциях тяжёлые потери — порядка 40 человек убитыми. 177-й отряд ушёл только после того, как с Ахмад Шах Масудом было заключено перемирие. По выводу из Панджшерского ущелья 177-й отряд дислоцировался в городе Гульбахор провинции Парван, проводя в городе и окрестностях спецоперации. Подразделения отряда выполняли боевые задачи на перевале Саланг, под Кабулом, Джелалабадом и в окрестностях г. Баграм.
В феврале 1984 года 177-й отряд был передислоцирован в г. Газни. В марте 1985 года был передан из состава 22-й бригады в состав 15-й бригады.

### Ввод в Афганистан 22-й бригады
К началу 1984 года военное руководство СССР принимает решение о ликвидации каналов поставки вооружений и боеприпасов группировкам афганских моджахедов. Следовало взять под контроль караванные дороги и тропы, соединяющие Афганистан и Пакистан. Разведывательные подразделения 40-й армии не справлялись с функциями по уничтожению караванов, снабжающих моджахедов, поскольку этому не соответствовала численность разведывательных подразделений и удалённость многих караванных троп от гарнизонов, к которым они приписывались. Также разведывательные подразделения 40-й Армии должны были производить разведку для своих полков и бригад.
Появился план создания так называемой приграничной зоны «Завеса», по линии Джелалабад — Газни — Кандагар. С помощью этой приграничной зоны командование 40-й армии планировало перекрыть около 200 караванных маршрутов, по которым мятежники возили из Пакистана оружие и боеприпасы.
Выходом из создавшейся ситуации военное руководство СССР посчитало отправку в феврале двух имевшихся на территории Афганистана отрядов специального назначения (154-й и 177-й отряды) на приграничные к Пакистану участки. 154-й отряд был передислоцирован в Джелалабад. 177-й отряд передислоцирован в Газни.
По итогам годовой деятельности этих отрядов выяснилась необходимость во вводе дополнительных спецподразделений.
22-й бригаде в феврале предстояло войти в Афганистан и встать штабом в г. Лашкаргах провинции Гильменд. Передислокация закончилась к марту 1985 года.
В связи с тем, что 22-я бригада, как и остальные соединения специального назначения на территории СССР, была кадрированной (неполного состава), в её состав вошли отряды, сформированные в разных бригадах..

### Состав 22-й бригады
Состав 22-й бригады на 1985 год:
- Управление и штаб бригады (в/ч 71521). Дислоцировано в г. Лашкаргах
  - Рота материального обеспечения;
  - Комендантская рота;
  - Группа космической связи;
  - Отряд пропаганды и агитации;
  - Медицинский пункт.
- Отряд специальной радиосвязи, г. Лашкаргах
- 173-й отряд (в/ч 96044), г. Кандагар. Сформирован на базе 12-й бригады в г. Лагодехи Грузинской ССР, ЗакВО.
- 186-й отряд (в/ч 54783), г. Шахджой. Сформирован на базе 8-й бригады г. Изяслав Украинской ССР, ПрикВО.
- 370-й отряд (в/ч 83428), г. Лашкаргах. Сформирован на базе 16-й бригады ПГТ Чучково Рязанской области РСФСР, МВО.
- 411-й отряд (в/ч 41527), г. Фарах. Сформирован в г. Шинданд из военнослужащих 22-й бригады и 5-й гвардейской мотострелковой дивизии.
- 205-я отдельная вертолётная эскадрилья (или в/ч 65200), г. Лашкаргах. Приданная для усиления авиационная часть от ВВС 40-й армии. В составе имела вертолёты Ми-24 (16 ед.) и Ми-8 (16 ед.). К эскадрилье прилагалась 277-я отдельная рота аэродромно-технического обеспечения (или в/ч 54705)[6] .
  - Примечание: В марте 1985 года с отправкой в Афганистан 22-й бригады, на территории военного городка, который она занимала в г. Капчагай, из оставшихся подразделений бригады будет сформирован кадрированный (неполного состава) 546-й отдельный учебный полк специального назначения (в/ч 71170) численностью в 207 человек[2][7] (или в/ч 71170). Командиром полка был назначен бывший командир 177-го отряда подполковник Керимбаев Борис. К концу 1980-х годов 546-й полк был переформирован в 164-ю отдельную роту специального назначения (или в/ч 71170), в 1992 году вошедшую в состав Вооружённых сил Казахстана.

### Задачи соединения
Бригада получила зону ответственности в 1100 км по фронту и 250 км в глубину в сторону Пакистана. К боевым действиям части бригады приступили уже в апреле 1985 года, встав на пути караванов с оружием и наркотиками, идущими из Пакистана и Ирана.
Сформированный последним в декабре 1986 года, 411-й отряд, дислоцированный в провинции Фарах, отвечал за контроль караванных троп со стороны Ирана.
Всего 22-я бригада потеряла в Афганистане 199 военнослужащих, уничтожив более 5000 моджахедов.

### Награды
За проявленные мужество и героизм при выполнении интернационального долга в Афганистане были награждены государственными наградами более 3 тысяч военнослужащих соединения, а четверым присвоено звание Героя Советского Союза.
Само соединение за мужество и воинскую доблесть, проявленные при выполнении заданий Советского правительства и Министра обороны СССР, приказом от 5 декабря 1986 года было награждено вымпелом Министра обороны СССР «За мужество и воинскую доблесть».

### 22-я бригада после вывода из Афганистана
К 15 августа 1988 года управление бригады было выведено в город Йолотань Туркменской ССР, а затем было передислоцировано в посёлок Пирекешкюль, в 25 км от г. Баку Азербайджанской ССР, ЗакВО.
В составе бригады остались 173-й и 411-й отряды.
С выводом 370-й отряд был 15 августа 1988 года передан обратно в состав 16-й бригады МВО, а 186-й отряд 22 июня 1988 года был передан обратно в состав 8-й бригады ПрикВО.
Бригада участвовала в Бакинских событиях в январе 1990 года.
В период с апреля по июнь 1990 года и с мая по июль 1991 года 173-й отряд принимал участие в урегулировании конфликта в Нагорном Карабахе. Отряд занимался разоружением НВФ.

## Российский период

### Участие в вооружённых конфликтах (1992 — 2008)
В июне 1992 года 22-я бригада была передислоцирована из Азербайджана в станицу Ковалёвка Аксайского района Ростовской области.
С ноября 1992 года по август 1994 года оперативная группа соединения привлекалась для поддержания режима чрезвычайного положения и разъединения враждующих сторон в осетино-ингушском межнациональном конфликте.
Задачи выполнялись рейдовыми действиями групп и отрядов, а также блокированием районов.
С декабря 1994 года по октябрь 1996 года военнослужащие соединения в составе федеральной группировки войск принимали участие в боевых действиях на территории Чеченской Республики Ичкерия в ходе первой чеченской войны.
7 января 1995 года, в результате стечения различных обстоятельств, чеченскими боевиками в плен были взяты два сводных отряда 22-й бригады, которые были заброшены в окрестности села Комсомольское Грозненского района для совершения диверсионных действий.
В январе 1996 года бригада участвовала в операции по освобождению заложников в селе Первомайское.
В начале 1998 года, Генеральный штаб ВС РФ, после анализа складывающейся ситуации в Дагестане отправил из состава 22-й бригады в Каспийск 411-й отряд. Спустя несколько месяцев его сменил 173-й отряд. Взаимная ротация отрядов продолжалась до августа 1999 года.
Отряды вели разведку местности в районах, граничащих с Чечнёй, изучали систему охраны и оповещения административной границы с чеченской стороны. Также отслеживали пути движения и реализации нефтепродуктов, полученных незаконным методом, поступавших в большом количестве из Чечни. Совместно с МВД и ФСБ выявляли каналы торговли оружием.
С началом боевых действий в результате ваххабитского мятежа спецназ обеспечивал войска разведданными, вскрывая оборонительные сооружения и позиции боевиков.
С августа 1999 года личный состав бригады выполнял боевые задачи на территории Чеченской Республики.
В августе 2008 года отдельные подразделения бригады участвовали в войне в Грузии.
За этот период более 500 военнослужащих бригады удостоены государственных наград, а 8 воинам присвоено высокое звание Героя Российской Федерации.

### Состав в настоящее время
На данный момент бригада полным составом дислоцирована в п. Степной, Ростовская область, ЮВО.
Состав бригады:
- Управление бригады (в/ч 11659)
  - рота материального обеспечения;
  - комендантская рота;
  - отряд специальной радиосвязи;
  - рота специального вооружения;
  - взвод технического обеспечения;
  - инженерно-сапёрный взвод.
- 108-й отряд;
- 173-й отряд;
- 305-й отряд;
- 411-й отряд.
- Примечание: До 2005 года в состав 22-й бригады входил гаубичный артиллерийский дивизион Д-30А (11 единиц).

На вооружении бригады имеются бронеавтомобили «Тигр», «Тайфун-К»

### Вторжение России на Украину
Бригада приняла непосредственное участие во вторжении России на Украину вместе с другими подразделениями ГУ ГШ, в частности бригада принимала участие в боях за Мариуполь с 8 марта 2022 года. Из открытых данных следует, что на начало сентября 2022 года, погибло по меньшей мере 30 военнослужащих бригады, в том числе четыре офицера — командира роты. В 2023 году в сообщениях разведки США из утечки Пентагона указывалось, что 22 бригада понесла 90 - 95% потерь в боях с Украиной.

## Командиры 22-й бригады
Список командиров бригады:
- Мороз, Иван Кириллович — июль 1976 — август 1979
- Груздев, Сергей Иванович — август 1979 — август 1983
- Герасимов, Дмитрий Михайлович — август 1983 — июль 1987
- Сапалов, Юрий Александрович — июль 1987 — апрель 1988
- Гордеев, Александр Тимофеевич — апрель 1988 — декабрь 1994
- Бреславский, Сергей Владимирович — декабрь 1994 — декабрь 1995
- Попович, Алексей Максимович — декабрь 1995 — февраль 1997
- Липиев, Пётр Семёнович — февраль 1997 — ноябрь 2002
- Травкин, Валерий Юрьевич — ноябрь 2002 — август 2007
- Захаров, Владимир Владимирович — апрель 2008 — октябрь 2010
- Рыбалкин Василий Иванович 2010 год
- Хоптяр, Андрей Евгеньевич 2014—2016[17][18]
- Савченко Алексей Николаевич — 2017 — по н.в

## Почётное наименование
3 марта 2001 года указом Президента Российской Федерации № 244с за массовый героизм и отвагу, стойкость и мужество, проявленные личным составом в боевых действиях по защите государственных интересов в условиях вооружённого конфликта, 22-й отдельной бригаде специального назначения было присвоено почётное наименование «гвардейская». Является первым воинским формированием, получившим гвардейское звание после Великой Отечественной войны.

## Герои Советского Союза
- Арсенов, Валерий Викторович[20] — 10 ноября 1986 года, посмертно;
- Исламов, Юрий Верикович[21] — 3 марта 1988 года, посмертно;
- Онищук, Олег Петрович[22] — 5 мая 1988 года, посмертно;
- Горошко, Ярослав Павлович[23] — 5 мая 1988 год.

## Герои Российской Федерации
- капитан Косачев Сергей Иванович, 1996 год (посмертно).
- майор Недобежкин Владимир Владимирович, 1996 год.
- старший лейтенант Зарипов Альберт Маратович, 1996 год.
- старший лейтенант Скороходов Валерий Александрович, 1996 год.
- старший лейтенант Харин Станислав Анатольевич, 1996 год.
- сержант Никишин Дмитрий Николаевич, 1999 год.
- старший лейтенант Матвиенко Вячеслав Владимирович, 1999 год (посмертно).
- подполковник Сергеев Евгений Георгиевич, 2012 год — посмертно. Указ Президента РФ от 06.05.2012, за захват первого «Стингера» в годы Афганской войны.
- старший лейтенант Ковтун, Владимир Павлович, полковник запаса на 2019 год.
- старшина Журавлёв Борис Борисович, 2022 год (посмертно).
- майор Трунтов, Сергей Алексеевич, 2022 год (посмертно).
- младший лейтенант Афанасьев Алексей Алексеевич, 2023 год.
- гвардии полковник Шелест, Андрей Анатольевич, 2023 год
- гвардии прапорщик Худайнатов, Фархад Чаринович, 2023 год (посмертно).